# Athena Lemnia (Kassel)
Die sogenannte Athena Lemnia in der Antikensammlung in Kassel auf Schloss Wilhelmshöhe ist ein etwas überlebensgroßer Statuentorso aus dem 2. Jahrhundert nach Christus. Dieser weist eine deutliche Verwandtschaft mit zwei Dresdener Torsi auf, die im 19. Jahrhundert als Nachbildungen der Athena Lemnia des Phidias in Betracht gezogen wurden.

## Beschreibung
Der Torso wird als römische Kopie nach einem griechischen Original angesehen. Er wurde um 160/170 nach Christus aus weißem, transluzentem, feinkristallinem Marmor geschaffen. Er hat eine Höhe von 1,74 Metern, gemessen von der Oberkante der Plinthe bis zum linken Oberarm, und ist nicht sonderlich gut erhalten.
Athene ist ponderiert stehend dargestellt; sie trägt einen Peplos mit Überschlag, eine Schrägägis und Sandalen. Vom linken Oberarm, der waagerecht zur Seite erhoben war, ist noch das Schultergelenk erhalten, der rechte fehlt samt dem Schultergelenk, ebenso Kopf, Hals und Büstenansatz. Auch die erhaltenen Teile weisen viele Fehlstellen auf, sind stark bestoßen und durch Brüche beschädigt. Auf der rechten Seite, der Seite des Standbeins, sind die Peplosfalten engliegend, hochplastisch und säulenhaft. Der Saum des Überschlags weist einen eigenen Faltenduktus auf und endet großenteils freiplastisch unterschnitten. Die Haltung des Spielbeins ist durch bogenförmige Zugfalten angedeutet, der tief herabhängende Gewandsaum weist über den Füßen Stau- und Knickfalten auf. Die Ägis zeigt dachziegelartig angeordnete Schuppen. Sie ist auf der rechten Schulter der Göttin mit einem Heraklesknoten geknotet und liegt schräg über Brust und Rücken. Der obere Rand ist dabei glatt und eng am Körper anliegend dargestellt, während der untere sich an einigen Stellen wellt. Dort ist die Unterseite des Fells mit ihrer rauen Struktur zu erkennen. Der untere Rand der Ägis, der flache Bögen aufweist, ist mit kurzen Schlangen geschmückt, deren Köpfe zum Teil freiplastisch gearbeitet sind. Um die Taille trägt die Götterfigur einen Schlangengürtel, der ebenfalls mit einem Heraklesknoten geschlossen ist. Das Gorgoneion befindet sich auf ihrer linken Körperseite.
Aus der Ponderation des Körpers wurde geschlossen, dass die Athenefigur einst mit der linken Hand eine auf dem Boden abgestützte Lanze hielt, mit der rechten ihren Helm, auf den sie mit nach rechts gewandtem und leicht geneigtem Kopf blickte. In diesem Sinne ergänzte Adolf Furtwängler im 19. Jahrhundert die beiden maßgleichen Dresdener Torsi, die ihm zur Verfügung standen.

## Verwandtschaft mit den Dresdener Torsi
Seit Furtwänglers Versuch in den Jahren 1891 bis 1893, aus Dresdener und Bologneser Bruchstücken sowie eigenen Ergänzungen die ursprüngliche Gestalt dieses Statuentypus zu rekonstruieren, wird dieser häufig als Nachbildung der berühmten bronzenen Athena Lemnia des Phidias auf der Athener Akropolis angesehen. Obwohl Furtwänglers Rekonstruktionsversuch schon früh in Zweifel gezogen wurde und im 20. und 21. Jahrhundert auch andere Theorien über das Aussehen bzw. den Typus der ursprünglichen Athena Lemnia bzw. über die zu ergänzenden Teile der Statuenfragmente entwickelt wurden, findet sich die Bezeichnung „Athena Lemnia“ für die Statuen des Dresdener und Kasseler Typs immer noch häufig in der Literatur.
Der Kasseler Torso hat dieselben Maße wie die beiden Dresdener Torsi, die Furtwängler für seinen Rekonstruktionsversuch verwendete, unterscheidet sich jedoch in Einzelheiten von diesen. 1991 wurde mittels neuer Gipsabgüsse ein detailgenauer Vergleich durchgeführt, der zu einer Revision der bis zu diesem Zeitpunkt eher abwertenden Urteile über die Kasseler Statue führte. Trotz des schlechten Zustandes des Kasseler Torsos erkannte man, dass die Dresdener Exemplare bezüglich der Gewanddetails und der Einzelheiten des Gorgoneions eine Vereinfachung und Schematisierung gegenüber dem Kasseler Torso aufweisen. Bei den Dresdener Statuen ist der Peplos jeweils nicht bodenlang, der untere Saum ist bei beiden begradigt, wodurch Faltenmotive inkonsequent behandelt und Zipfel abgeschnitten wurden. Auf der Rückseite des Torsos Hm 50 steht er außerdem noch in Bosse, bei dem Exemplar mit der Inventarnummer Hm 49 ist er keilförmig abgearbeitet. Modellierung und Differenzierung der gemeinsamen Motivelemente sind bei der Kasseler Athene von höherer Qualität als bei den beiden Dresdener Exemplaren. Ob dies einem besseren antoninischen Kopistenatelier zu verdanken ist oder ob diese Statue in engerer Anlehnung an das Original geschaffen werden konnte, lässt sich nicht feststellen. Abgelehnt wird mittlerweile die früher vertretene These, die Besonderheiten des Kasseler Exemplars gingen auf eine komplette Umarbeitung und auf Hinzufügungen des Kopisten zurück.

## Deutung als Athena Ergane und als Kopie der Athena Lemnia
Obwohl an Furtwänglers Rekonstruktionsversuchen mittlerweile erhebliche Zweifel angemeldet wurden, geht Gercke davon aus, dass die Kasseler Athena ein Abbild der verlorenen Statue des Phidias darstellt und einst in der rechten Hand einen korinthischen Helm gehalten hat.
Es handele sich um eine Athena Ergane, deren Original, die Phidiasstatue, „durchaus im Einklang mit den bildhauerischen und motivischen Neuerungen parthenonischer Kunst, in Tracht und Gewandstil mit Figuren des Ostgiebels und des Westfrieses“ in Übereinstimmung gestanden habe, nicht aber an ältere Stiltendenzen angeknüpft habe. Athene habe ihren Helm, der nur noch der Repräsentation gedient habe, in der Hand gehalten und sei als Beschützerin der Arbeit und des Handwerks dargestellt. Dies passe auch zu ihrer engen Verbindung mit Hephaistos, dem Schmiedegott. Dieser wurde als Kind einst in der Nähe von Lemnos ins Meer gestürzt – womit die Beziehung zu dieser Insel, so Gercke, besser erklärt sei als mit einer Kleruchenweihung – und wurde an einer Kultstätte an der Athener Agora verehrt.

## Geschichte
Die Provenienz des Kasseler Kunstwerks ist nicht ganz geklärt. In die Kasseler Antikensammlung gelangte es im Jahr 1777 durch Ankauf in Rom. Landgraf Friedrich II. erwarb die Statue von Thomas Jenkins bzw. dem Grafen Johann Ludwig von Wallmoden-Gimborn. Die Oberfläche der Statue wurde wohl vor diesem Eigentümerwechsel geputzt, außerdem wurden zwecks Ergänzung eines Kopfes Schnitte und Abarbeitungen vorgenommen. In den Jahren 1912/13 erfolgte eine Restaurierung. Nachdem die Statue im Zweiten Weltkrieg beschädigt worden war, wurde sie 1965 restauriert. Dabei wurde die Oberfläche chemisch gereinigt, eiserne Armdübel wurden beseitigt und Messingdübel sowie Steinkitt wurden verwendet, um Ergänzungen zu befestigen. Eine weitere Restaurierung fand 1974/75 statt. Damals wurden die einzelnen Teile wieder voneinander gelöst, gereinigt und erneut zusammengesetzt. Die Löcher und Bruchstellen wurden mit Gips geschlossen und die Statue mit einem Standdübel auf dem Sockel befestigt. Der Kasseler Torso trägt die Inventarnummer Sk 2 in der Antikensammlung.